# 普利茅斯 (密歇根州)
普利茅斯（英語：Plymouth）是一個位於美國密歇根州韋恩縣的城市。

## 人口
根據2020年美國人口普查的數據，普利茅斯的面積為5.76平方千米，當中陸地面積為5.73平方千米，而水域面積為0.03平方千米。當地共有人口9370人，而人口密度為每平方千米1,627人。